# Yancarlos Rodríguez
Yancarlos Jeferson Rodriguez (nacido en Las Matas de Farfán, el 6 de junio de 1994) es un baloncestista profesional ítalo-dominicano. Con una altura de 1,93 metros, se desempeña en la posición de escolta y actualmente juega en las filas del Pallacanestro Forlì de la Legadue Gold.

## Trayectoria
Yancarlos Rodríguez nació en Las Matas de Farfán, República Dominicana, pero creció en el baloncesto italiano. Con apenas 16 años debutó en el primer equipo del Stella Azzurra Roma y desde el año siguiente comenzó a forjar una carrera en el baloncesto italiano jugando más de 20 minutos por juego en clubs de Lega Due. 
En la temporada 2016-2017 destacó en las filas del Basket Barcellona promediando 15.4 puntos, 3.2 asistencias y 2.7 recuperaciones. 
En la temporada 2017-2018, tras haberla comenzado en el N.P. Nardò , regresa al Stella Azzurra Roma con el que promedia 23 puntos por partido en los playoffs. 
En la temporada 2018-19 con Roseto Sharks promedió la cifras de 27 minutos, 10.2 puntos, 3.4 rebotes y 3 asistencias por partido, con un pico de 33 puntos, 8 asistencias y 42 evaluaciones en el encuentro frente al Scaligera Basket Verona. En los 5 partidos de playoff realizaría cifras dobles. 
En verano de 2019, firma con el Pallacanestro Cantù de la Serie A, en el que jugaría un promedio de 7.2 minutos y anotar 2.1 puntos por partido.
En enero de 2020 regresa al Roseto Sharks de la Legadue Gold.